# Скорофатова Анна Олександрівна
Скорофатова Анна Олександрівна (нар. 6 травня 1977, Луганськ) — українська науковиця, кандидатка філологічних наук, доцентка, письменниця, перекладачка, лауреатка Державної премії в галузі освіти.

## Життєпис
1997 року вступила до Луганського державного педагогічного університету імені Тараса Шевченка на факультет української філології, спеціальність «Українська мова та література. Мова та література (англійська)» та 2002 здобула кваліфікацію вчителя української мови і літератури та англійської мови і зарубіжної літератури.
2002 року вступила до магістратури Луганського державного педагогічного університету імені Тараса Шевченка на спеціальність «Мова та література (англійська)» та 2003 року здобула кваліфікацію філолога, викладача англійської мови та літератури.
2004 року вступила до аспірантури Луганського національного педагогічного університету імені Тараса Шевченка на спеціальність 10.02.01. — українська мова, яку закінчила 2007 року.
Рішенням президії Вищої атестаційної комісії України від 3 грудня 2008 року (протокол № 42-06/9) присуджено науковий ступінь кандидата філологічних наук зі спеціальності — 10.02.01. — українська мова.
Рішенням Атестаційної колегії від 19 січня 2012 року присвоєно наукове звання доцента кафедри юридичної лінгвістики та документознавства.
Лауреат Державної премії України в галузі освіти 2018 року в номінації «Загальна середня освіта» за роботу «Науково-методичні засади та освітні технології розвитку ключових компетентностей в авторській школі „Акмеологічний ліцей“» (Указ Президента України № 301/2018 «Про присудження Державних премій України в галузі освіти 2018 року» від 4 жовтня 2018 року).
З березня 2013 року до грудня 2014 року — член спеціалізованої вченої ради К 29.053.02 у Державному закладі «Луганський національний університет імені Тараса Шевченка» для захисту дисертацій на здобуття наукового ступеня кандидата філологічних наук зі спеціальності 10.02.01 — українська мова.
З вересня 2001 року до лютого 2003 року працювала учителем англійської мови Луганської середньої загальноосвітньої школи № 27 Міністерства освіти і науки України.
З березня 2003 року до серпня 2004 року — методистом вищої категорії відділу міжнародних зв'язків Луганського національного педагогічного університету імені Тараса Шевченка Міністерства освіти і науки України (основна робота).
З вересня 2004 року до червня 2004 року — асистентом кафедри романно-германських мов Луганського національного педагогічного університету імені Тараса Шевченка Міністерства освіти і науки України (за сумісництвом).
Із серпня 2007 року до вересня 2004 року — методистом вищої категорії відділу міжнародних зв'язків Луганського національного педагогічного університету імені Тараса Шевченка Міністерства освіти і науки України (за сумісництвом).
Із серпня 2007 року — викладачем кафедри юридичної лінгвістики та документоведення Луганського державного університету внутрішніх справ імені Е. О. Дідоренка МВС України (основна робота), а з квітня 2008 до серпня 2014 року — доцентом кафедри юридичної лінгвістики та документознавства Луганського державного університету внутрішніх справ імені Е. О. Дідоренка МВС України (основна робота).
У зв'язку із ситуацією на Сході України з жовтня 2014 року до жовтня 2018 року працювала в Українському гуманітарному ліцеї Київського національного університету імені Тараса Шевченка спочатку завідувачем лабораторії змісту та інновацій гуманітарної освіти, потім заступником директора з науково-методичної роботи та міжнародної співробітництва, а також учителем зарубіжної та української літератури, англійської мови та риторики. Звільнена за власним бажанням.
Із січня 2019 року до вересня 2022 року — заступник завідувача кафедри іноземної філології та перекладу, доцент кафедри іноземної філології та перекладу Приватного акціонерного товариства "Вищий навчальний заклад «Міжрегіональна академія управління персоналом». Одночасно працювала екзаменатором у складі Національної комісії зі стандартів державної мови (іспит на рівень володіння державною мовою для виконання службових обов'язків).
З лютого 2023 року до вересня 2023 року працювала викладачем Українського гуманітарного ліцею Київського національного університету імені Тараса Шевченка, а з лютого 2024 року до червня 2024 року — доцентом кафедри англійської мови гуманітарного спрямування № 3 факультету лінгвістики Національного технічного університету України «Київський політехнічний інститут імені Ігоря Сікорського».

## Науковий доробок

### Посібники та методичні рекомендації
- Скорофатова А. О. Рослинна лексика лемківських та східнослобожанських говірок. Східнослобожанські українські говірки. Нотатки до мовного портрета переселенців з Лемківщини: наук.-навч. посіб. / [К. Д. Глуховцева, І. О. Ніколаєнко, О. В. Скиба та ін.] ; за заг. ред. К. Д. Глуховцевої. Луганськ: Вид-во Луган. нац. пед. ун-ту імені Тараса Шевченка, 2006. С. 29–35.
- Професійна мова правника: теорія та практика: навч. Пос. / Р. І. Пащук, А. О. Скорофатова, Г. Й. Васильєва та ін.; МВС України, Луган. держ. ун-т внутр. справ ім. Е. О. Дідоренка. Луганськ: РВВ ЛДУВС ім. Е. О. Дідоренка, 2011. 448 с. Бібліогр. : С. 437—446 (Рекомендовано Міністерством освіти і науки України як навчальний посібник для студентів вищих навчальних закладів (лист № 1/11-7089 від 30.07.2010 р.).
- Скорофатова А. О. Основи юридичної лінгвістики: навчально-методичні матеріали до курсу: навч. посіб. К. : МАУП, 2020. 640 с.

## Нагороди
- Лауреат Державної премії України в галузі освіти 2018 року в номінації «Загальна середня освіта»[1].

## Родина
Виховує дочку Скорофатову Богдану-Анастасію (нар. 2019).
1. ↑  УКАЗ ПРЕЗИДЕНТА УКРАЇНИ №301/2018 Про присудження Державних премій України в галузі освіти 2018 року.